# Johann Wilhelm von Archenholz

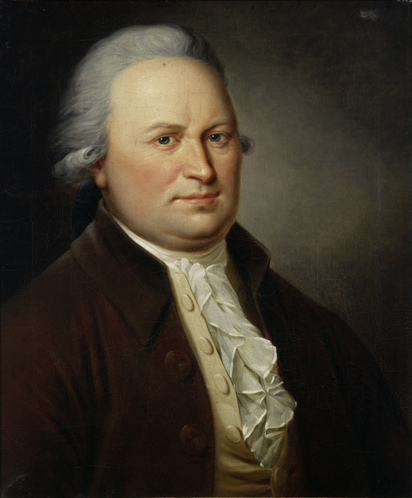
Johann Wilhelm von Archenholz, Gemälde von Friedrich Georg Weitsch, 1789, Gleimhaus Halberstadt

Johann Wilhelm Daniel von Archenholz (auch Archenholtz) (* 3. September 1743 oder 1741 in Langfuhr; † 28. Februar 1812 in Öjendorf) war preußischer Offizier, Schriftsteller und Herausgeber mehrerer Zeitschriften. Im Sinne der Aufklärung verstand er sich als Weltbürger und Freigeist.

## Leben
Archenholz entstammte einer alten hannoverschen Offiziersfamilie. Seine Kindheit verbrachte er in Danzig, wo sein Vater als Wachtmeisterleutnant der Stadt seinen Dienst tat. 1757 zog die Familie nach Berlin, wo Archenholz am 4. Juni in das dortige, als sehr streng bekannte Kadettenkorps eintrat.
Im Dezember 1758 wurde er nach Breslau versetzt und nahm im Regiment Forcade am Siebenjährigen Krieg teil. Beim Sturm auf die Süptitzer Höhen in der Schlacht bei Torgau 1760 wurde er schwer verletzt. Erst im März 1761 konnte er sich wieder seinem Regiment anschließen. Insgesamt diente Archenholz bis 1763 in der preußischen Armee, zuletzt als Hauptmann im Regiment Puttkamer.

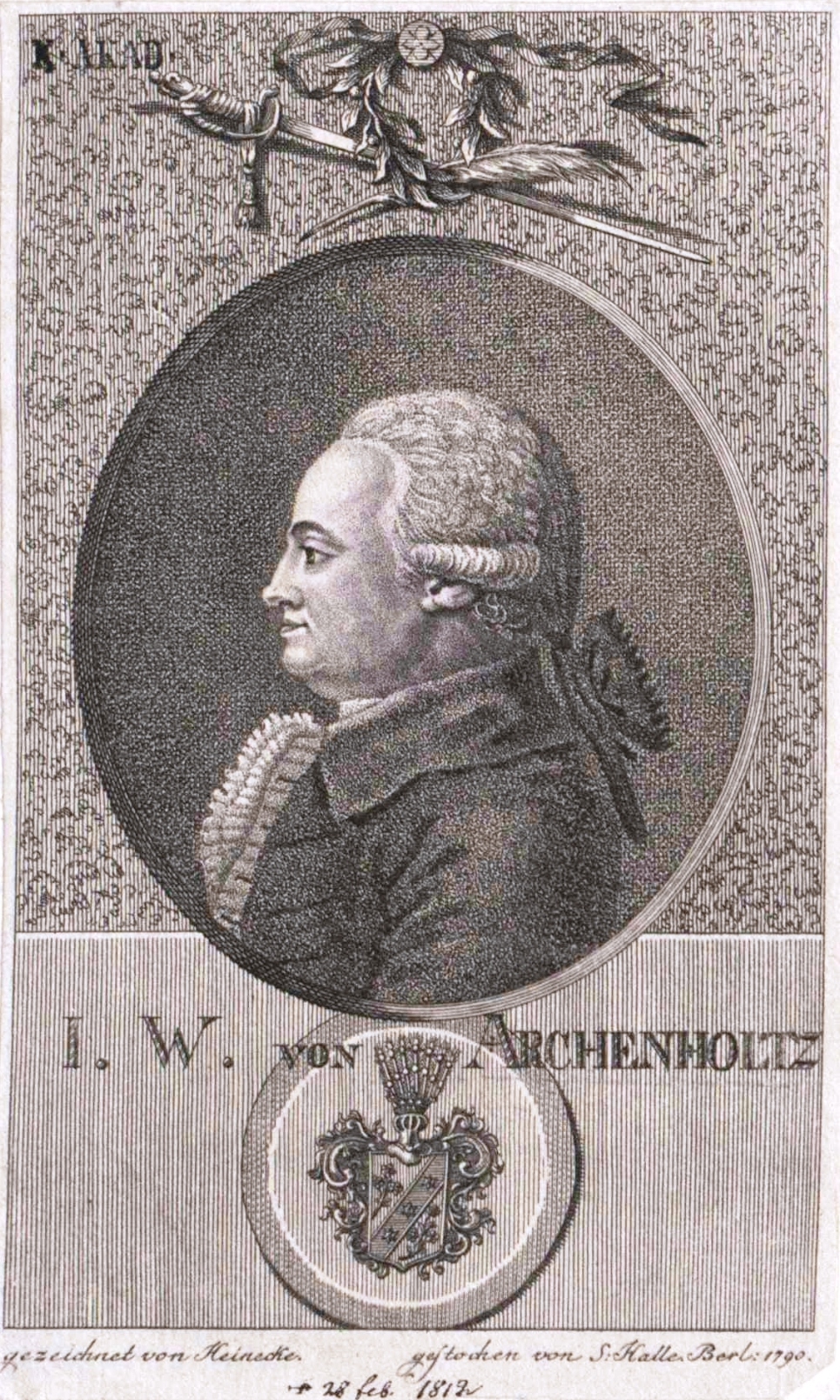
Johann Wilhelm von Archenholtz, Stich von Johann Samuel Ludwig Halle nach Zeichnung von Johann Christian Heinicke (1790)

Nach dem Hubertusburger Frieden wurde er „seiner Blessuren wegen“ ehrenhaft aus der Armee entlassen, obwohl König Friedrich II. von Archenholz’ Spielleidenschaft wusste. Die nächsten Jahre reiste Archenholz durch halb Europa. Allein in Großbritannien, dessen Verfassung er bewunderte, hielt er sich sechs Jahre auf. Daneben besuchte er Italien, Frankreich und die skandinavischen Länder. Sein Biograf Friedrich Ruof schreibt, er habe seinen Lebensunterhalt durch erste literarische Arbeiten und „nicht ganz einwandfreie, kaufmännische Betätigung“ bestritten. 1780 stürzte Archenholz in Rom vom Pferd. Trotz der sofortigen Behandlung in den Schwefelbädern bei Pisa, blieb eine dauerhafte Lähmung eines Fußes, die ihm weiteres Reisen zu beschwerlich machte. Dieses Unglück verbitterte sein ohnehin nicht zur Geselligkeit neigendes Gemüt sehr.
Archenholz siedelte nach Dresden über. Hier befreundete er sich mit Oberkriegsrat Johann Leopold Neumann. In dessen Haus lernte er u. a. Friedrich Schiller und Georg Joachim Göschen kennen. Seinen Lebensunterhalt konnte er inzwischen völlig mit Aufsätzen für wissenschaftliche Zeitschriften bestreiten. Ab 1782 gab er eine erfolgreiche Monatsschrift namens Litteratur- und Völkerkunde bzw. Neue Litteratur- und Völkerkunde heraus. Viele der Artikel schrieb er selbst, andere stammten von Literaten aus ganz Europa, um deren Bekanntschaft sich Archenholz während seiner Reisen immer sehr bemüht hatte. Im Sommer 1786 heiratete Archenholz Sophie Friederike von Roksch. Die beiden hatten vier Kinder: Agathon, Auguste Sophie, Charlotte Adrienne und Wilhelm Anarchis. Kurz nach seiner Heirat verließ Archenholz mit seiner Familie Dresden und siedelte nach Hamburg über, wo die Zensur von Presseerzeugnissen weniger streng gehandhabt wurde als in Sachsen. Der Aufklärer konnte es sich nun leisten, seine Schriften offen und nicht mehr anonym zu publizieren.
Archenholz sah sich schon zu seiner Militärzeit als Weltbürger und Freigeist. Seit Mitte der 1760er Jahre war er Mitglied der Freimaurer und Logenbruder u. a. von Johann Christoph Bode und Friedrich Ludwig Schröder. Als 1789 in Frankreich die Revolution ausbrach, begeisterte er sich zunächst für deren Ideale. Im August 1791 siedelte er sogar mit seiner Familie nach Paris über. Die erste Anlaufstelle für jeden Deutschen war der Deutsche Klub mit dem Kreis um Graf Gustav von Schlabrendorf. Hier fand sich dann auch Archenholz ein. Er gründete die Zeitschrift Minerva, um den Lesern in Deutschland ein zuverlässiges Bild der Ereignisse zu geben. Ende Juni 1792 musste er Frankreich jedoch auf Grund der politischen Lage fluchtartig verlassen. Nach einigen politischen Veröffentlichungen drohte ihm die Guillotine. Die zunehmenden Ausschreitungen änderten auch seine Einstellung zur Revolution.
Archenholz ließ sich nach der Rückkehr aus Frankreich wieder in Hamburg nieder und erwarb in Öjendorf ein Landgut. Er lebte als Schriftsteller und Zeitungsverleger und nannte sich „Herausgeber, vormals Hauptmann in königl. preuss. Diensten“. 1809 begann er sich aus der verlegerischen Tätigkeit zurückzuziehen und siedelte auf sein Landgut über. Dort starb er am 28. Februar 1812.

## Bedeutung
Johann Wilhelm von Archenholz hatte für seine Zeit ein sehr modernes Verständnis von seiner publizistischen Tätigkeit. Er war bemüht, seinen Lesern sachliche, unparteiische Informationen zu liefern und ihnen keine Meinung zu verkaufen. Sein Hauptinteresse galt der aktuellen Politik in den Ländern Europas sowie deren Vorgeschichte. In seinen Zeitschriften, vor allem der Minerva führte er auch regelrechte Debatten über aktuelle Ereignisse, bei denen er die verschiedensten Parteien zu Wort kommen ließ.
Sein bekanntestes Werk ist die sehr anschauliche Geschichte des Siebenjährigen Krieges. Dieses Buch war die Vorlage für eine Reihe von veränderten Nachdrucken sowie auch die Basis vieler Schulbücher. Sehr beliebt war auch England und Italien, eine der meistgelesenen Reisebeschreibungen seiner Zeit. Darin stellte er die politischen Verhältnisse beider Länder gegenüber, wobei England sehr gut, Italien jedoch schlecht wegkam.
Ungemein ausführlich schreibt Archenholz in seinem 19-bändigen Werk Britische Annalen (Bd. 20 = Register) für den Zeitraum 1788–1796 Jahr für Jahr über das Leben in England, so etwa über politische Ereignisse, aber auch Kriminalfälle, Sittengeschichte, Literatur, Handel und Industrie; einzelne Teile hat er auch von berühmten Kollegen (z. B. Forster) verfassen lassen. Für sein Werk über Gustav I. Wasa beauftragte er den Berliner Künstler Johann Friedrich Bolt, einen Kupferstich des Schwedenkönigs anzufertigen.
Nach Johann Wilhelm von Archenholz wurde (vor 1938) die Archenholzstraße in Hamburg-Billstedt benannt.

## Schriften

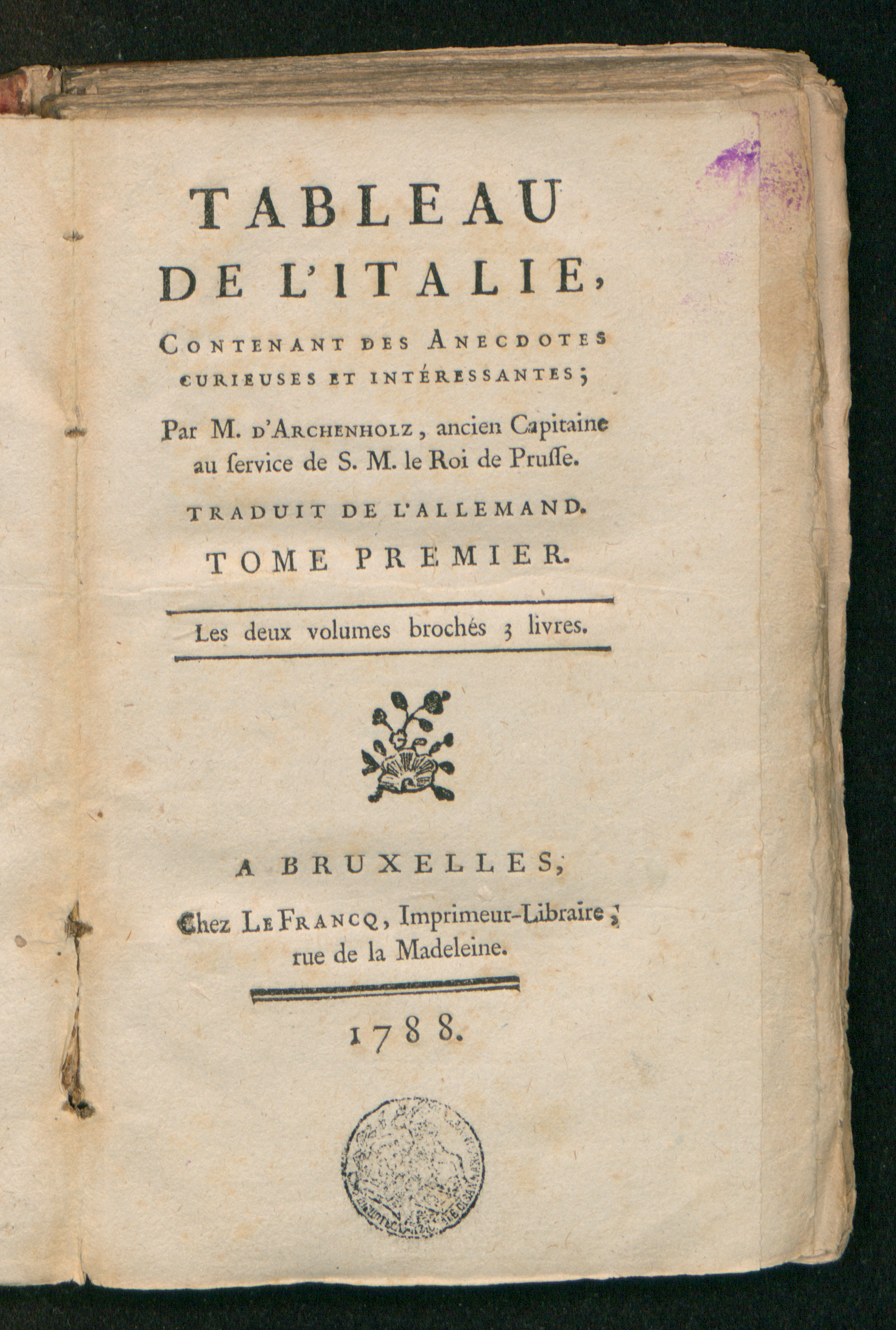
Tableau de l'Italie (Italien), 1788

- Annalen der britischen Geschichte der Jahre 1788–1796, 20 Bde., Braunschweig u. a. 1788–1800; (es gibt weitere zeitgleiche Ausg.) Olms, Hildesheim 1997 (Nachdruck der Ausgabe Tübingen 1790–1800)
- Die Engländer in Indien. Nach Robert Orme. Dyk, Leipzig 1.1786–3.1788 (Digitalisate: Bd. 1, Bd. 2, Bd. 3)
- England und Italien. Winter, Heidelberg 1993, ISBN 3-8253-0110-9 (Band 1–3, Nachdruck der Ausgabe Leipzig 1785)
- Geschichte der Flibustier. Edition Fumfei, Berlin 1991, ISBN 3-86172-008-6 (Nachdruck der Ausgabe Tübingen 1803)
- Geschichte Gustavs Wasa, König von Schweden. Saur, München 1990/94 (Nachdruck der Ausgabe Tübingen 1801)
- Geschichte des siebenjährigen Krieges in Deutschland von 1756 bis 1763, Karlsruhe 1791 (Digitalisat der Ausgabe Leipzig 1866: ULB Darmstadt) (EA 1788 bei Schwan und Götz in Mannheim)
- Kleine historische Schriften. Schmieder, Karlsruhe 1791, enthält u. a.
  - Geschichte des Papstes Sixtus V. s. n., Berlin 1791
  - Geschichte der Verschwörung des Fiesco i.J. 1547. s. n., Berlin 1791
  - Gemälde der preußischen Armee vor und in dem siebenjährigen Kriege. Saur, München 1990 (Nachdruck der Ausgabe Berlin 1791)
  - Historische Bemerkungen über die große sittliche Revolution im 16. Jahrhundert. s. n., Berlin 1791
- Krieg in der Vendée. Dyk, Leipzig 1794 (Band 1–2)
- Litteratur und Völkerkunde. Göschen, Leipzig 1.1782–5.1786
- Die Pariser Jacobiner in ihren Sitzungen. Saur, München 1991 (Nachdruck der Ausgabe Hamburg 1793)
- Minerva – Ein Journal historischen und politischen Inhalts, Hamburg 1792–1856
- Miscellen zur Geschichte des Tages. Scriptor-Verlag, Kronberg im Taunus 1979 (Nachdruck der Ausgabe Hamburg 1795)
- Neue Litteratur und Völkerkunde. Olms, Hildesheim 1997 (Nachdruck der Ausgabe Leipzig 1.1787–5.1791)
- Rom und Neapel. Manutius-Verlag, Heidelberg 1990 (Nachdruck der Ausgabe Leipzig 1790)